# Eparquia do Santo Efrém de Khadki
A Eparquia do Santo Efrém de Khadki (Latim:Eparchia Sancti Ephraimi Khadkien(sis)) é uma eparquia pertencente a Igreja Católica Siro-Malancar do rito antioquino. Está localizada no município de Khadki, no estado de Maarastra, pertencente a província eclesiástica da Arquieparquia Maior de Trivandrum na Índia. Foi fundada em 26 de março de 2015 pelo Papa Francisco como Exarcado Apostólico do Santo Efrém de Khadki. Possui uma população católica de 7.270 habitantes, com 32 paróquias com dados de 2020.

## História
Em 26 de março de 2015 o Papa Francisco cria como Exarcado Apostólico do Santo Efrém de Khadki. Em 2019 o exarcado é elevado a Eparquia do Santo Efrém de Khadki. Desde sua fundação em 2015 pertence a Igreja Católica Siro-Malancar, com rito antioquino.

## Lista de eparcas
A seguir uma lista de eparcas desde a criação do exrcado em 2015.
|                                            | Nome                                  | Período                          | Notas                            |
| Eparcas do Santo Efrém de Khadki           | Eparcas do Santo Efrém de Khadki      | Eparcas do Santo Efrém de Khadki | Eparcas do Santo Efrém de Khadki |
| ------------------------------------------ | ------------------------------------- | -------------------------------- | -------------------------------- |
| 2º                                         | Mathai Kadavil, O.I.C.                | 2023 -                           | Atual                            |
| 1º                                         | Thomas Antonios Valiyavilayil, O.I.C. | 2019 - 2022                      |                                  |
| Exarca apostólico do Santo Efrém de Khadki |                                       |                                  |                                  |
| 1º                                         | Thomas Antonios Valiyavilayil, O.I.C. | 2015 - 2019                      |                                  |